# Malicòrna (Alier)
Malicorne és un municipi francès, situat al departament de l'Alier i a la regió d'Alvèrnia-Roine-Alps. L'any 2007 tenia 857 habitants.

## Demografia

### Població
El 2007 la població de fet de Malicorne era de 857 persones. Hi havia 330 famílies de les quals 74 eren unipersonals (37 homes vivint sols i 37 dones vivint soles), 106 parelles sense fills, 130 parelles amb fills i 20 famílies monoparentals amb fills.
La població ha evolucionat segons el següent gràfic:
Habitants censats

### Habitatges
El 2007 hi havia 364 habitatges, 326 eren l'habitatge principal de la família, 13 eren segones residències i 24 estaven desocupats. 362 eren cases i 1 era un apartament. Dels 326 habitatges principals, 220 estaven ocupats pels seus propietaris, 100 estaven llogats i ocupats pels llogaters i 7 estaven cedits a títol gratuït; 7 tenien dues cambres, 57 en tenien tres, 132 en tenien quatre i 130 en tenien cinc o més. 284 habitatges disposaven pel capbaix d'una plaça de pàrquing. A 129 habitatges hi havia un automòbil i a 157 n'hi havia dos o més.

### Piràmide de població
La piràmide de població per edats i sexe el 2009 era:
| Homes | Edats   | Dones |
| ----- | ------- | ----- |
| 0     | 95 o +  | 0     |
| 0     | 90 a 94 | 0     |
| 12    | 85 a 89 | 4     |
| 4     | 80 a 84 | 4     |
| 12    | 75 a 79 | 12    |
| 16    | 70 a 74 | 20    |
| 4     | 65 a 69 | 4     |
| 24    | 60 a 64 | 16    |
| 8     | 55 a 59 | 20    |
| 20    | 50 a 54 | 28    |
| 64    | 45 a 49 | 40    |
| 24    | 40 a 44 | 36    |
| 32    | 35 a 39 | 24    |
| 32    | 30 a 34 | 44    |
| 28    | 25 a 29 | 36    |
| 24    | 20 a 24 | 12    |
| 32    | 15 a 19 | 16    |
| 12    | 10 a 14 | 32    |
| 36    | 5 a 9   | 24    |
| 28    | 0 a 4   | 20    |

## Economia
El 2007 la població en edat de treballar era de 539 persones, 391 eren actives i 148 eren inactives. De les 391 persones actives 337 estaven ocupades (192 homes i 145 dones) i 53 estaven aturades (25 homes i 28 dones). De les 148 persones inactives 37 estaven jubilades, 29 estaven estudiant i 82 estaven classificades com a «altres inactius».

### Ingressos
El 2009 a Malicorne hi havia 328 unitats fiscals que integraven 851 persones, la mediana anual d'ingressos fiscals per persona era de 16.419 €.

### Activitats econòmiques
Dels 46 establiments que hi havia el 2007, 3 eren d'empreses de fabricació d'altres productes industrials, 8 d'empreses de construcció, 11 d'empreses de comerç i reparació d'automòbils, 2 d'empreses de transport, 2 d'empreses d'hostatgeria i restauració, 3 d'empreses financeres, 1 d'una empresa immobiliària, 7 d'empreses de serveis, 6 d'entitats de l'administració pública i 3 d'empreses classificades com a «altres activitats de serveis».
Dels 10 establiments de servei als particulars que hi havia el 2009, 1 era un taller d'inspecció tècnica de vehicles, 3 paletes, 2 fusteries, 2 lampisteries, 1 perruqueria i 1 restaurant.
Dels 6 establiments comercials que hi havia el 2009, 1 era un hipermercat, 1 un supermercat, 1 una gran superfície de material de bricolatge, 1 una carnisseria, 1 una botiga de material esportiu i 1 una floristeria.
L'any 2000 a Malicorne hi havia 12 explotacions agrícoles que ocupaven un total de 1.040 hectàrees.

## Equipaments sanitaris i escolars
El 2009 hi havia 1 farmàcia i 1 ambulància.
El 2009 hi havia una escola elemental.

## Poblacions més properes
El següent diagrama mostra les poblacions més properes.